# Femmina (film 1998)
Femmina - Alla fine della storia è un film del 1998 diretto da Giuseppe Ferlito.
La pellicola, tratta da un soggetto di Giuseppe Patroni Griffi, ha per protagonisti Monica Guerritore, Roberto Farnesi, Alberto Di Stasio e Simona Caramelli.

## Trama
Sposata e madre di una bambina di sei anni, Silvia conduce una vita in apparenza tranquilla. Il marito fa un lavoro che lei non conosce bene ma ciò non la turba più di tanto. Passa le giornate in maniera pigra, finché una mattina, in un bar affollato, un giovane le rovescia sulla camicetta del caffè. Il giovane si scusa, cerca di rimediare, e Silvia all'improvviso sente scattare un'attrazione, di cui da tempo aveva perso il ricordo, una sensazione che non viveva da anni. Si rivedono e tra loro due comincia una relazione che si fa sempre più vitale, istintiva, selvaggia. S'incontrano in maniera clandestina, e lui una volta le chiede perché non divorzia. Lei risponde che il divorzio non è sufficiente, perché sente la necessità di cancellare completamente la vecchia immagine di sé stessa, e per farlo ha bisogno di un gesto estremo, uccidere il marito. Dopo qualche incertezza, i due mettono in atto un piano che però fallisce. Nella confusione, Alberto, il marito, uccide il giovane, poi nell'appartamento irrompono gli agenti del Servizio Segreto, del quale si scopre che il marito fa parte. A Silvia viene detto che tutto sarà messo a posto: il marito verrà inviato lontano in missione, e lei dovrà riprendere la vita di sempre. Vanno via, e Silvia rimane da sola sul divano di casa.